# Torhiv, Zolociv
Torhiv (în ucraineană Торгів) este un sat în așezarea urbană Pomoreanî din raionul Zolociv, regiunea Liov, Ucraina.

## Demografie
Componența lingvistică a localității Torhiv
     Ucraineană (99,43%)
     Alte limbi (0,57%)
Conform recensământului din 2001, majoritatea populației localității Torhiv era vorbitoare de ucraineană (99,43%), existând în minoritate și vorbitori de alte limbi.